# Миура, Рику
Рику Миура (яп. 三浦 璃来; род. 17 декабря 2001, Такарадзука, Хиого) — японская фигуристка, выступающая в парном катании с Рюити Кихара. Миура и Кихара — серебряные призёры Олимпийских игр в командном соревновании (2022), двукратные чемпионы мира (2023, 2025), двукратные серебряные призёры чемпионата мира (2022, 2024), двукратные чемпионы четырёх континентов (2023, 2025), серебряные призёры чемпионата четырёх континентов (2024), победители финала Гран-при сезона 2022/2023, двукратные чемпионы Японии (2020, 2025).
Рику Миура и Рюити Кихара — первые японские фигуристы, которым удалось завоевать титул чемпионов мира в парном катании. Ранее Рику выступала в паре с Сёя Итихаси.
По состоянию на 28 марта 2025 года пара занимает 3-е место в рейтинге Международного союза конькобежцев (ИСУ).

## Биография
Миура родилась в Такарадзуке.
В свободное время занимается карате. Её кумиром в фигурном катании является двукратная чемпионка мира Суй Вэньцзин из Китая.

## Карьера

### Партнерство с Итихаси
Миура и Сёя Итихаси представляли Японию на четырёх чемпионатах ИСУ. Они стали десятыми на чемпионате четырех континентов 2018 в Тайбэе и на чемпионате мира среди юниоров 2018 в Софии. В июле 2019 года пара распалась.

### Партнерство с Кихара

#### Сезон 2019/2020
В августе 2019 года Рику Миура встала в пару с Рюити Кихара. При этом пара отправилась тренироваться в Оквилл под руководством Бруно Маркотта, Меган Дюамель и Брайана Шейлза.
Миура / Кихара дебютировали в международных соревнованиях на NHK Trophy 2019, где заняли пятое место. Они были единственной парой, соревнующейся на чемпионате Японии 2020. В короткой программе фигуристы дважды упали, произвольная оказалась более успешной с результатом 116,16 балла.
После восьмого места на чемпионате четырёх континентов 2020 года, Миура / Кихара были включены в состав сборной Японии на чемпионат мира в Монреале, но он был отменён из-за пандемии коронавируса.

#### 2020/2021
Миура / Кихара были заявлены на Skate Canada 2020, но этот турнир был отменён из-за продолжающейся пандемии. Тем не менее, они выступили на чемпионате мира в Стокгольме, где заняли десятое место. На Командном чемпионате мира 2021 года завоевали командную бронзу, при этом в соревновании пар заняли третье место, в обеих программах и по сумме улучшив личные рекорды.

## Программы

### С Кихара
| Сезон     | Короткая программа | Произвольная программа | Показательные номера                                                       |
| --------- | --- | --- | -------------------------------------------------------------------------- |
| 2024–2025 | - «Paint It Black» The Rolling Stones хореография: Ше-Линн Бурн | - «Adiós» Бенджамин Клементин хореография: Мари-Франс Дюбрёй | - «Can’t Stop the Feeling!» Джастин Тимберлейк                             |
| 2023–2024 | - «Dare You to Move» Switchfoot в исполнении Vitamin String Quartet хореография: Джули Маркотте - «I Put a Spell on You» Скримин Джей Хокинс и Herb Slotkin в исполнении Kandace Springs хореография: Джули Маркотте | - «Woman» Шоун Филлипс хореография: Джули Маркотте - «Une chance qu'on s'a» Селин Дион и Жан-Пьерр Ферланд - «Amour infini» Карл Хуго хореография: Джули Маркотте | - «You'll Never Walk Alone»» в исполнении Маркуса Мамфорда и Элвиса Пресли |
| 2022–2023 | - «You'll Never Walk Alone» Ричард Роджерс и Оскар Хаммерстайн II в исполнении Маркуса Мамфорда и Элвиса Пресли хореография: Джули Маркотте                                                                          | - «Atlas: Two» Sleeping at Last хореография: Джули Маркотте | - «I Lived» OneRepublic                                                    |
| 2021–2022 | - «Hallelujah» Леонард Коэн в исполнении k.d. lang хореография: Джули Маркотте | - «Woman» Шоун Филлипс хореография: Джули Маркотте | - «I Lived» OneRepublic                                                    |
| 2020–2021 | - «Hallelujah» Леонард Коэн в исполнении k.d. lang хореография: Джули Маркотте | - «Woman» Шоун Филлипс хореография: Джули Маркотте | - «Million Reasons» Леди Гага                                              |
| 2019–2020 | - «Nocturnal Animals» Абель Коженёвский хореография: Элли Ханн-Маккарди | - «Fix You» Coldplay хореография: Валери Соретт | - «Million Reasons» Леди Гага                                              |

### С Итихаси
| Сезон     | Короткая программа                                         | Произвольная программа                                          |
| --------- | ---------------------------------------------------------- | --------------------------------------------------------------- |
| 2018–2019 | - «Cry Me a River» Майкл Бубле хореография: Джули Маркотте | - «Warsaw Concerto» Ричард Эддинселл хореография: Валери Соретт |
| 2017–2018 | - «Мисс Сайгон» Клод-Мишель Шёнберг                        | - «Warsaw Concerto» Ричард Эддинселл                            |
| 2016–2017 | - «Miss Saigon» Клод-Мишель Шёнберг                        | - Чарли Чаплин фильмы                                           |

## Результаты

### с Кихара
| Соревнование                   | 19/20         | 20/21         | 21/22         | 22/23         | 23/24         | 24/25         |
| Международные                  | Международные | Международные | Международные | Международные | Международные | Международные |
| ------------------------------ | ------------- | ------------- | ------------- | ------------- | ------------- | ------------- |
| Олимпийские игры               |               |               | 7             |               |               |               |
| Чемпионат мира                 | С             | 10            | 2             | 1             | 2             | 1             |
| Чемпионат четырёх континентов  | 8             |               |               | 1             | 2             | 1             |
| Финал Гран-при                 |               |               | С             | 1             |               | 2             |
| Этапы Гран-при: NHK Trophy     | 5             |               | 3             | 1             |               | 2             |
| Этапы Гран-при: Skate America  |               |               | 2             |               |               | 1             |
| Этапы Гран-при: Skate Canada   |               | С             |               | 1             |               |               |
| CS Autumn Classic              |               |               | 1             |               |               |               |
| CS Lombardia Trophy            |               |               |               |               |               | 2             |
| Международные командные        |               |               |               |               |               |               |
| Олимпийские игры               |               |               | 2             |               |               |               |
| Командный чемпионат мира       |               | 3             |               | 3             |               | 2             |
| Национальные                   |               |               |               |               |               |               |
| Чемпионат Японии               | 1             |               |               |               |               | 1             |
| CS — турнир серии «Челленджер» |               |               |               |               |               |               |

### с Итихаси
| Соревнование                                    | 15/16         | 16/17         | 17/18         | 18/19         |
| Международные                                   | Международные | Международные | Международные | Международные |
| ----------------------------------------------- | ------------- | ------------- | ------------- | ------------- |
| Чемпионат четырёх континентов                   |               |               | 10            |               |
| Командный чемпионат мира                        |               |               |               | 2T/6P         |
| Челленджер. Золотой конёк Загреба               |               |               | 6             |               |
| Национальные                                    |               |               |               |               |
| Чемпионат Японии                                | 1 J           | 1 J           | 3             |               |
| Международные среди юниоров                     |               |               |               |               |
| Чемпионат мира среди юниоров                    |               | 13            | 10            | 14            |
| Этапы юниорского Гран-при: Австрия              |               |               |               | 7             |
| Этапы юниорского Гран-при: Канада               |               |               |               | 4             |
| Этапы юниорского Гран-при: Латвия               |               |               | 10            |               |
| Этапы юниорского Гран-при: Польша               |               |               | 10            |               |
| J = Юниорский уровень; JGP = Юниорский Гран-при |               |               |               |               |